# Streitberg (Bad Tölz)
Der Streitberg ist eine 751 m ü. NHN hohe Erhebung im Bayerischen Alpenvorland.

## Topographie
Er bildet zusammen mit dem Schindelberg eine der höchsten Erhebungen des Zeller Waldes zwischen Dietramszell und dem Ellbach- und Kirchseemoor mit dem Kirchsee. Auf dem Streitberg befindet sich der Weiler Kogl, von dem aus der höchste Punkt auch erreichbar ist.